# LTE Advanced

Logo de l'LTE Advanced

LTE Advanced és l'acrònim de Long Term Evolution Advanced o en català, "Evolució a Llarg Termini Avançada". Es tracta d'un estàndard de telefonia mòbil dins del sistema 4G a la ITU-T. Està estandarditzat per la 3rd Generation Partnership Project (3GPP) com una important millora a l'estàndard Long Term Evolution (LTE).

## Antecedents
El format LTE va ser proposat en els seus inicis per NTT DoCoMo al Japó i ha sigut adoptat com l'estàndard internacional. L'estandardització de LTE ha arribat en aquest moment a un estat madur on els canvis en l'especificació són limitats a correccions i actualitzacions. El primer servei comercial va ser llençat a Escandinàvia al desembre del 2009. El 2010 Estats Units i Japó van seguir les seves passes. Les primeres xarxes LTE van ser implementades durant l'any 2010 com una evolució natural d'alguns sistemes 2G i 3G, incloent el Sistema Global per a les Comunicacions Mòbils (GSM) i el Sistema Universal de Telecomunicacions Mòbils (UMTS) (tant al 3GPP com al 3GPP2).
Essent descrita com una tecnologia 3.9G (més enllà que 3G però anterior al 4G), el primer llançament de LTE no arriba als requeriments de 4G - també anomenat IMT-Advanced definit per la Unió Internacional de Telecomunicacions (UIT) - d'aconseguir una tasa de dades més enllà d'1 Gbit/s. La UIT ha promogut a la presentació de candidats per a Tecnologies d'Interfície de Ràdio (RIT) arran de les seves necessitats com s'esmenta en una carta circular.
El treball de 3GPP per definir un candidat 4G de ràdio va començar amb la tecnologia d'interfície de ràdio de la versió 9 de l'LTE amb la fase d'estudi per LTE Advanced. Els requisits per LTE Advanced es defineixen en l'Informe Tècnic del 3GPP 36.913, "Requisits per a nous avenços per a la E-UTRA (LTE Advanced)". Aquests requisits es basen en els requisits de la UIT per a la 4G i els mateixos requisits dels operadors 3GPP per a l'avanç de LTE. Les principals consideracions tècniques són les següents:
- Compatibilitat amb versions anteriors de LTE Advanced amb LTE. Un terminal LTE ha de ser capaç de treballar en una xarxa LTE Advanced i viceversa. Cap excepció serà considerada pel 3GPP.
- Consideració de l'última Conferència Mundial de Radiocomunicacions (CMR-07) les decisions amb relació a l'espectre IMT, així com noves bandes de freqüència existents per assegurar-se que LTE Advanced té suficient capacitat d'espectre disponible per a l'assignació de canals superior a 20 MHz. A més, els requisits han de reconèixer les parts del món en què els canals de banda ampla no estan disponibles.

De la mateixa manera, IEEE 802.16m, "WiMAX 2", ha sigut aprovat per la UIT a la família de les IMT Advanced. WiMAX 2 està dissenyat per ser compatible amb dispositius WiMAX 1/1.5. La majoria dels dispositius actuals 3G estan preparats per poder fer una conversió fàcil al 4G mitjançant actualitzacions de software.
La indústria de les comunicacions mòbils i les organitzacions de normalització, per tant, han començat a treballar en les tecnologies d'accés 4G com LTE Advanced. En un taller a l'abril de 2008 a la Xina, 3GPP va acordar els plans per al futur treball sobre Long Term Evolution. Un primer conjunt de requisits en 3GPP LTE Advanced es va aprovar el juny de 2008.

## Comparativa amb LTE versió 8 i IMT Advanced
|                                              |         | LTE versió 8 | LTE Advanced | IMT Advanced |
| Pic de velocitat de dades                    | Pujada  | 300 Mbps     | 1 Gbps       | 1 Gbps       |
| Pic de velocitat de dades                    | Baixada | 75 Mbps      | 500 Mbps     | 1 Gbps       |
| Pic de l'eficiència de l'espectre [Bps / Hz] | Pujada  | 15           | 30           | 15           |
| Pic de l'eficiència de l'espectre [Bps / Hz] | Baixada | 3,75         | 15           | 6,75         |

Com veiem a la taula anterior, per poder complir amb la normativa del 4G instaurada per la UIT s'ha de fer servir LTE Advanced, ja que amb l'LTE versió 8 tenim problemes a l'eficiència de l'espectre de pujada, això se soluciona agregant portadores al LTE versió 8, per adequar-ho a la versió 10. Així aconseguim la taxa de bits necessària, retrocompatibilitat amb la versió 8 i aconseguim una utilització flexible de l'amplada de banda.

## Propostes
L'objectiu de l'LTE Advanced és arribar i sobrepassar els requeriments de la ITU quant a 4G es refereix. A més l'LTE Advanced ha de ser compatible amb el primer model de LTE a més de compartir bandes freqüencials.
Un dels principals beneficis de LTE Advanced és la possibilitat d'aprofitar les avançades xarxes de topología, és a dir, utilitzant nous models de nodes de baixa potència, és possible instal·lar-ne molts, així millora la cobertura de la xarxa que pot arribar a tot el territori i tots els usuaris se'n poden beneficiar de tenir una bona cobertura. LTE Advanced també inclou multi-portadora per poder utilitzar fins a una amplada de banda de 100 MHz, que permet taxes de velocitat de dades realment altes.
En la fase d'investigació moltes de les propostes han estat estudiades com a candidats per a tecnologies de LTE Advanced. Les propostes poden ser categoritzades com:
- Suport per a la retransmissió de les estacions de node base.
- Coordinada multipunt (COMP) de transmissió i recepció.
- UE de doble antena TX solucions per SU-MIMO i diversitat MIMO.
- Amplada de banda de sistema escalable superior a 20 MHz, fins a 100 MHz.
- Optimització de l'àrea local de la interfície aèria.
- Xarxa nòmada d'àrea local i solucions de mobilitat.
- Ús flexible de l'espectre freqüencial.
- Ràdio cognitiva.
- Configuració i operació de la xarxa automàtica i autònoma.
- Suport de la xarxa autonòmica i de l'aparell de prova, mesura lligats a la gestió i optimització de xarxes
- Millorat de la precodificació i correcció d'errors.
- Administració de la interferència i la supressió.
- Assignació d'amplada de banda asíncron per FDD.
- OFDMA i SC-FDMA híbrid en enllaç de pujada.
- Accés múltiple espectre portador.

Dins de la gamma de desenvolupament de sistemes, LTE Advanced i WiMAX 2, pot servir fins a 8x8 MIMO i QAM 128. Exemple de rendiment: Amplada de banda agregat 100 MHz, LTE Advanced proveeix gairebé 3.3Gbps com a màxim quant a descàrrega en condicions ideals. Així que en resum, l'arquitectura de xarxes avançada en combinació amb antenes colaboratibes intel·ligentmen distribuïdes poden proporcionar en els següents anys un gran avanç en la telefonia mòbil.
Un resum d'un estudi realitzat en el 3GPP es troba en TR36.912.

## Període d'execució
Els treballs de normalització es va fer en 3GPP Release 10, que va ser acabat l'abril de 2011.SA-51 Highlights Els assajos han tingut lloc sobre la base d'equips de pre-llançament. Es basa en la versió 10 de LTE i aprofita la xarxa ja existent de LTE, així que l'èxit o fracàs de LTE advanced depèn en certa manera amb el de LTE.

## Demostracions tecnològiques
- Al febrer de 2007 NTT DoCoMo va anunciar la realització d'una prova 4G en el qual va assolir un màxim de velocitat de transmissió de paquets d'aproximadament 5 Gbit/s en baixada utilitzant una amplada de banda de 100 MHz de freqüència a una estació mòbil que es movia a 10 km / h.[1]
- El 2009, Rohde & Schwarz van llençar el CMW500, un mesurador de comunicació de banda ampla.[2]
- Al febrer de 2011 al Mobile World Congress de Barcelona, Agilent Technologies va demostrar les primeres solucions de la indústria de proves per LTE-Advanced tant a generació de senyal com d'anàlisi de senyals. Agilent Technologies Introduces Industry's First LTE-Advanced Signal Generation, Analysis Solutions Arxivat 2011-09-28 a Wayback Machine.